# Bell 412
Bell 412 je večnamenski helikopter ameriškega proizvajalca Bell Helicopter. Ta helikopter je nadgradnja modela B-212. Največja razlika je v štirikrakem glavnem rotorju.

## Razvoj
Razvoj helikopterja se je začel okoli leta 1970 s preureditvijo dveh Bell 212. Prvi preurejeni helikopter je vzletel avgusta 1979. Certifikat za letenje je helikopter Bell 412 dobil v januarju leta 1981. Še isti mesec so v Bellu dobili tudi prvo naročilo za izdelavo.

## Proizvodnja
Narejenih je že več kot 420 helikopterjev v več različicah za civilne in vojaške namene. Leta 1989 se je proizvodnja B-412 preselila v Bellovo tovarno v Kanadi.

## Uporaba
Helikopterji so primerni predvsem za transportne naloge in reševanje na težko dostopnih predelih. 
Osem teh helikopterjev, ki so oboroženi, ima v svoji sestavi tudi Slovenska vojska in enega policija. 